# Finnekumla kyrka
Finnekumla kyrka är en kyrkobyggnad i den södra delen av Ulricehamns kommun. Den tillhör sedan 2006 Åsundens församling (tidigare Finnekumla församling) i Skara stift (före 2010 Göteborgs stift).

## Kyrkobyggnaden
Finnekumla kyrka ligger på ett näs mellan Åsunden och Sämsjön i Finnekumla. Det är en enskeppig långhuskyrka som består av ett rektangulärt långhus täckt med sadeltak och en sakristia i dess norra ände. Byggnadens äldsta delar kan dateras till 1100-talet, men den har sedan dess genomgått ett antal ombyggnader. Den mest genomgripande genomfördes på 1850-1851 då kyrkan fick sin empirkaraktär. Sakristian byggdes, fönstren på sydsidan förstorades och själva byggnaden förlängdes. Tidigare mans- och kvinnoläktare ersattes av en gemensam med uppgång i vapenhuset. Kyrktornet i trä uppfördes 1855.

## Inventarier
- Dopfunt av sandsten tillverkad under 1100-talet i två delar. Höjd: 84 cm. Funten skänktes 1876 till Göteborgs stadsmuseum, men återkom till kyrkan 1920. Upphovsman är stenmästaren Andreas, som är känd till namnet genom att han signerat två av sina dopfuntar: den som ursprungligen tillhört Gällstad och Finnekumlas. Cuppan är cylindrisk med skrånande undersida och nedtill avslutad med en kraftigt vulst. Runt livet finns en ringkedjefris och på undersidan uppåtriktade, utmejslade, konkava fjäll. Foten är rund med en koniskt skaft överst. På översidan flera ritsade cirklar. På sidan en inskription i runskrift som betyder Andreas har gjort mig. Centralt ett stort uttömningshål.[1]
- En handbok för kyrkliga förrättningar härrör från 1586.
- Det förgyllda korset i trä förvärvades cirka 1855 och prydde fram till 1980 altaret, men flyttades då till korets norra vägg. Korfönstret med målat glas utfört 1929 av Stockholms glasmåleri blev därigenom synligt.

### Klocka
Kyrkans enda klocka är av en senmedeltida normaltyp utan inskrift och märken.

## Orgel
Läktarorgeln tillverkad 1969 av Herman Eule, Bautzen, är idag inte spelbar och togs ur bruk 2012. Framför orgelhuset står spelbordet till en digitalorgel, som numera används som huvudinstrument och högtalare har monterats inne i orgelhuset. Fasaden, som är ritad av Carl-Otto Hallström och byggd 1920 av Liareds orgelbyggeri, står kvar på läktaren.
| Huvudverk (I) (C-g3) | Bröstverk (II) (C-g3) | Pedal (C-f1)  | Koppel |
| -------------------- | --------------------- | ------------- | ------ |
| Rörflöjt 8'          | Gedackt 8'            | Subbass 16'   | II/I   |
| Principal 4'         | Koppelflöjt 4'        | Kvintadena 4' | I/P    |
| Gemshorn 2'          | Principal 2'          |               | II/P   |
| Mixtur 3 chor        | Regal 8'              |               |        |
|                      | Tremulant             |               |        |

## Kyrkogården
Kyrkogården utvidgades 1980 och förstärktes då med stödmurar i granit. 

## Bilder

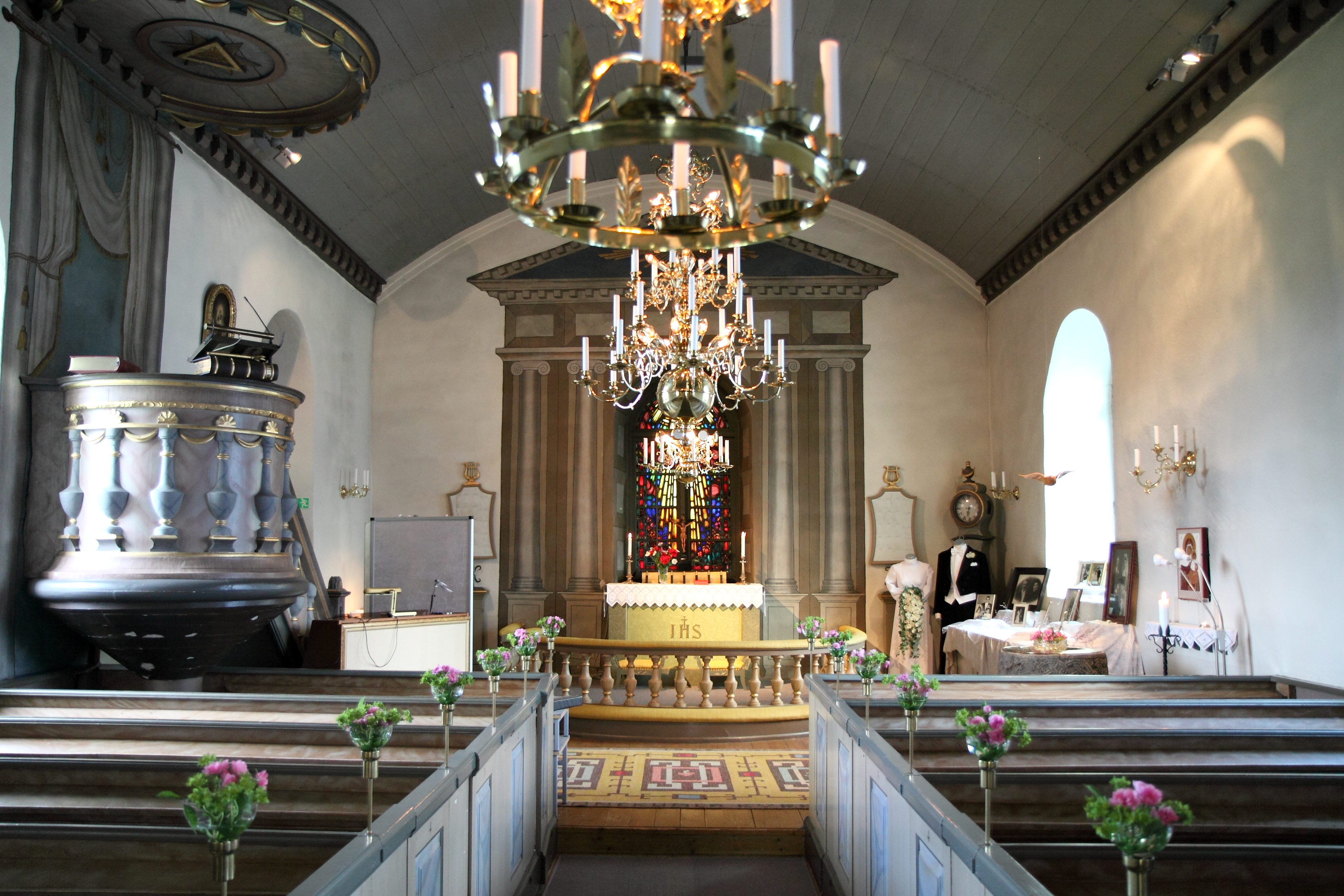
Interiör mot koret
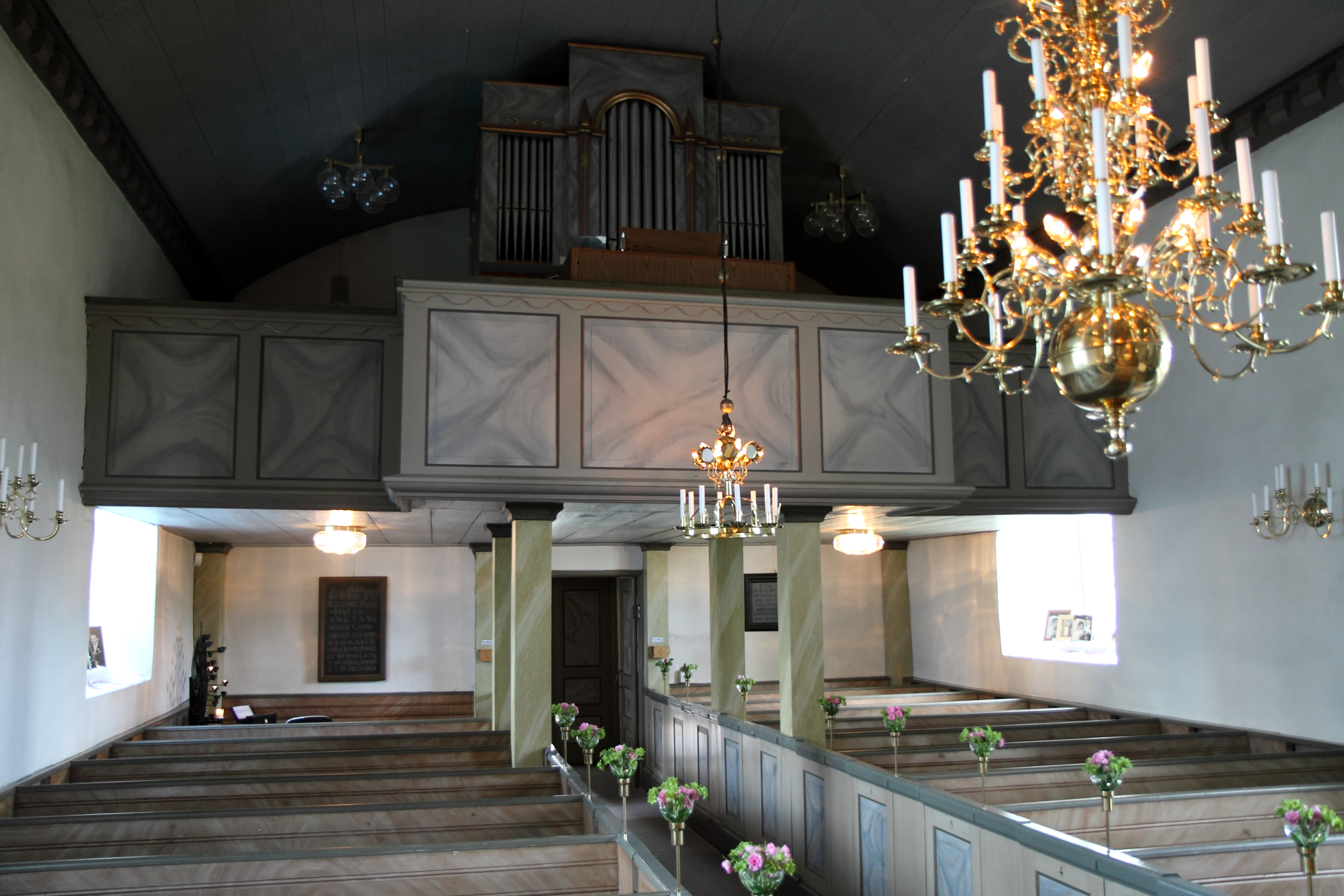
Interiör mot orgelläktaren
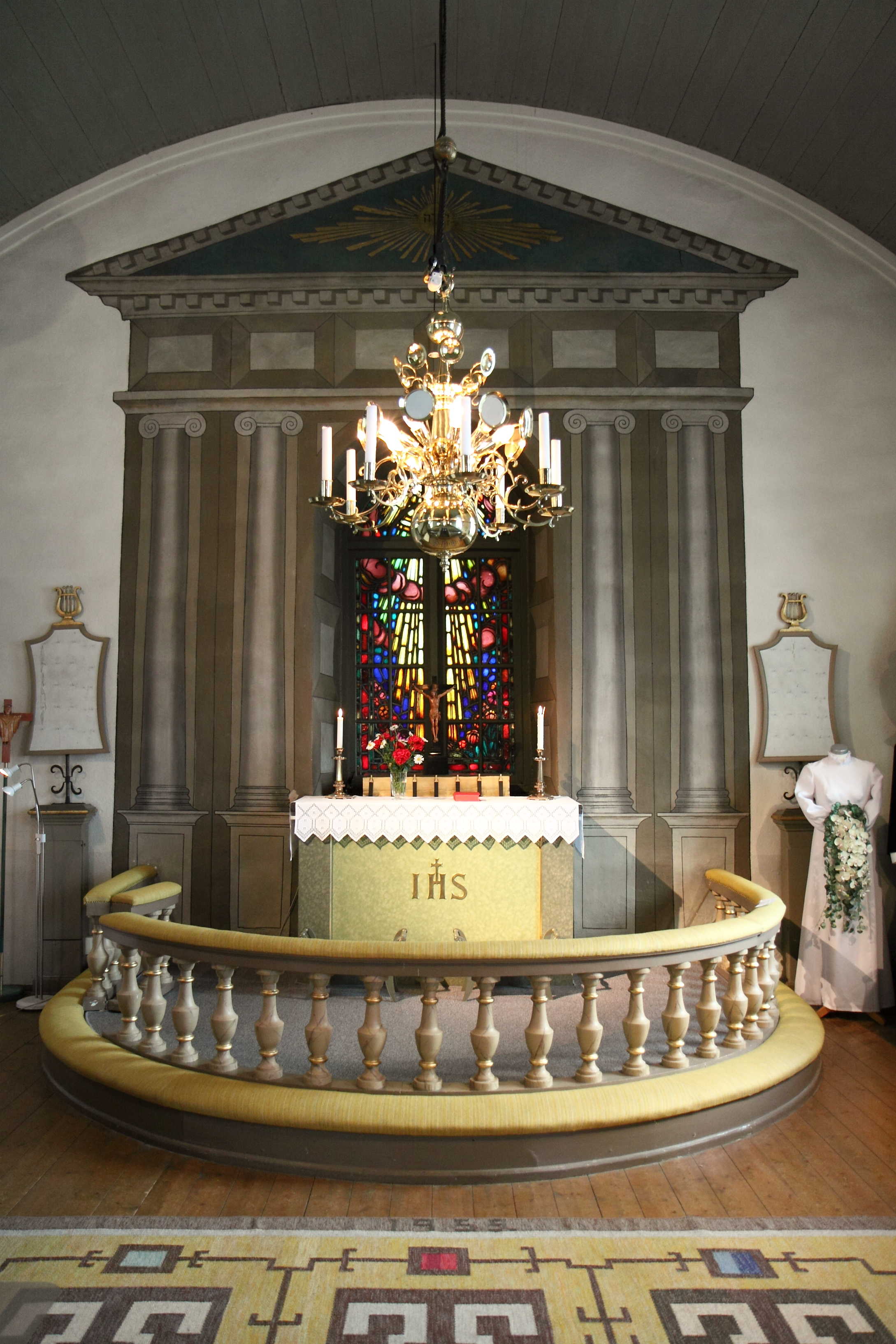
Koret
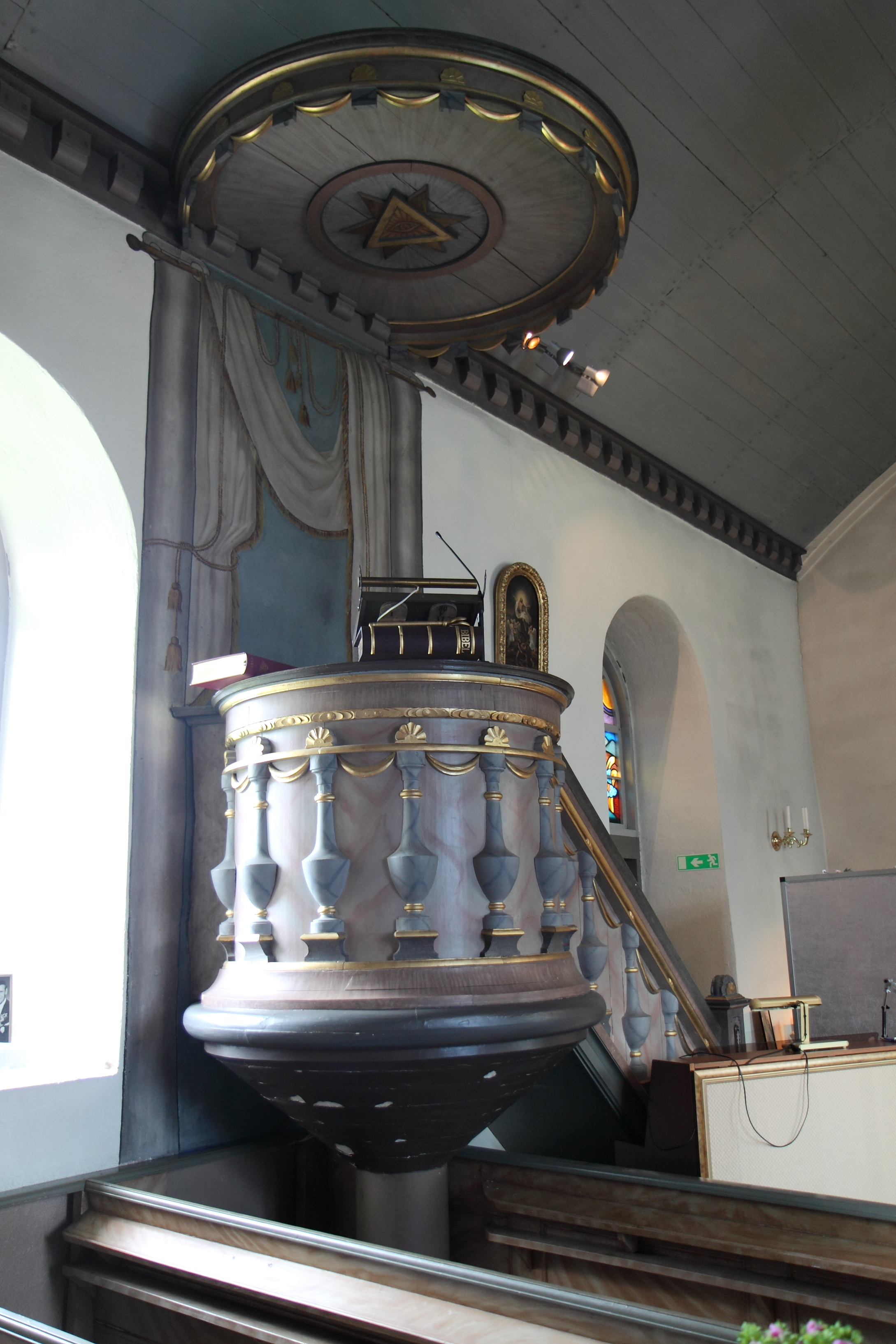
Predikstolen
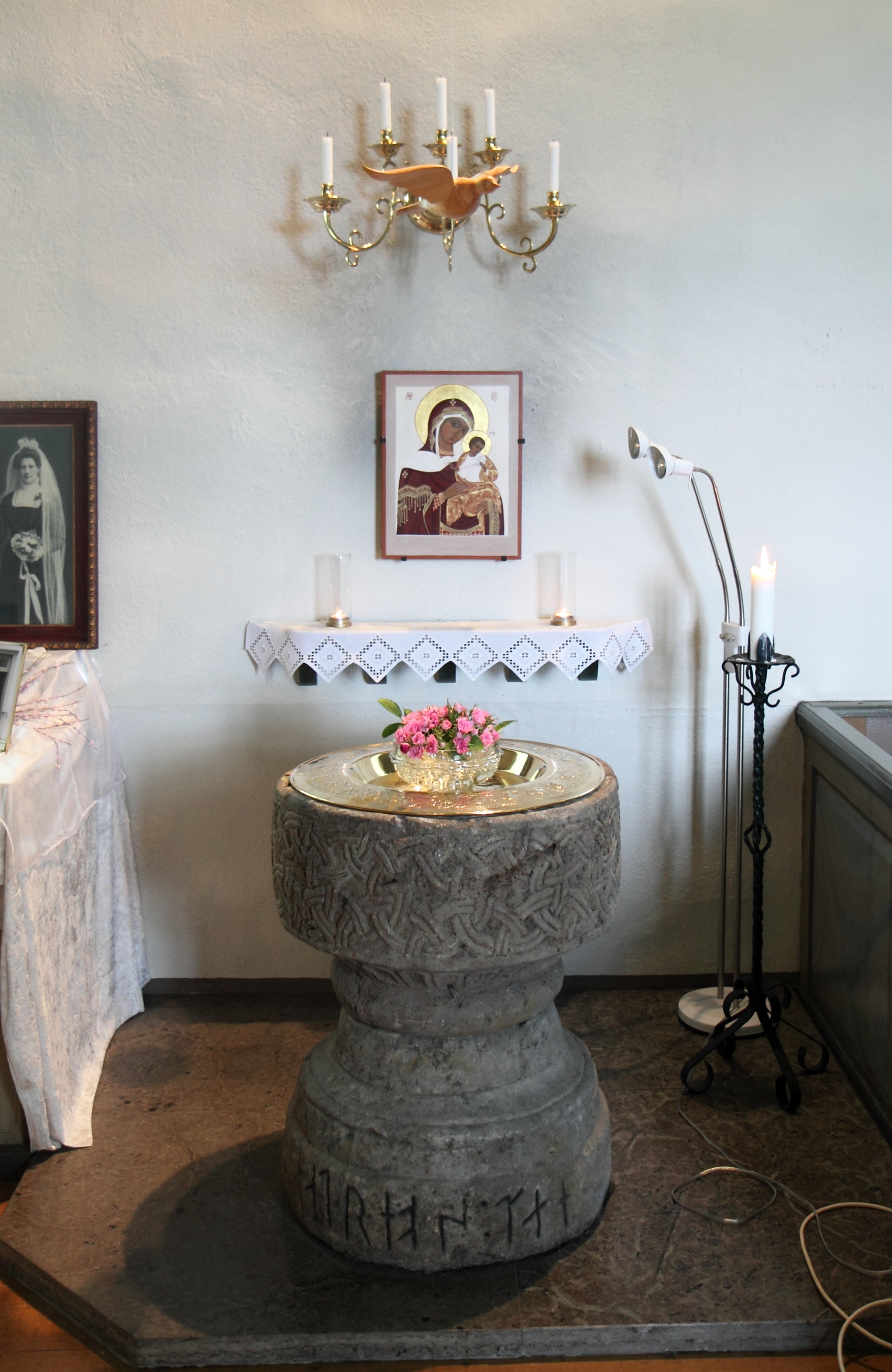
Dopfunten
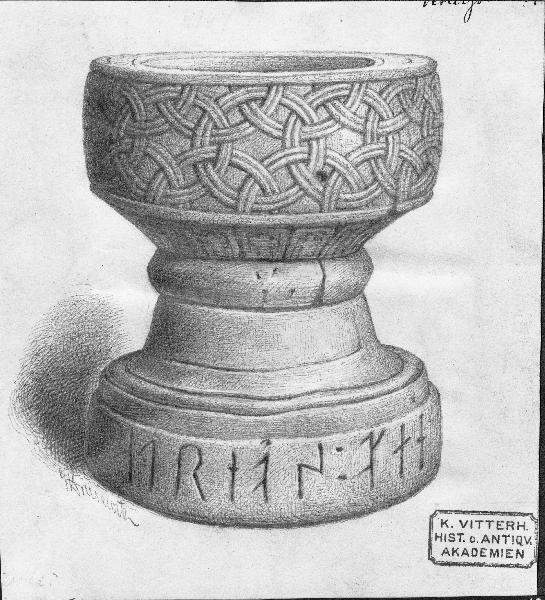
Dopfunten på teckning.